# Открытый текст
Открытый текст (англ. plain text) — в криптографии либо текст, подлежащий шифрованию (зашифровке), либо текст, получившийся в результате расшифровки (дешифровки, дешифрования). Может быть прочитан без дополнительной обработки (без расшифровки).
Открытый текст часто является текстом, записанным на одном из естественных языков. Для уменьшения избыточности, свойственной естественным (человеческим) языкам, и увеличения производительности шифрования (меньший текст шифруется быстрее) (с использованием современной вычислительной техники) перед шифрованием текст сжимают.
Информация, сохранённая в нетекстовом виде (например, изображение, звук, видео), тоже называется открытым текстом. Главное, чтобы для использования данной информации не требовалось выполнять расшифровку (дешифрование).